# Satoru Kashiwase
Satoru Kashiwase (japanisch 柏瀬 暁 Kashiwase Satoru; * 1. Juni 1993 in Funabashi) ist ein ehemaliger japanischer Fußballspieler auf der Position eines Stürmers.

## Karriere
Kashiwase begann das Fußballspielen in der Jugendmannschaft von Shimizu S-Pulse. Seinen ersten Vertrag unterschrieb er mit 17 Jahren bei Shimizu S-Pulse in der höchsten Liga (J1 League) Japans. Im Juli 2013 wurde er an den New York Cosmos ausgeliehen und spielte vier Ligaspiele. 2014 kehrte er zu Shimizu S-Pulse zurück. 2015 wechselte er zu TuRU Düsseldorf, 2016 zu Vonds Ichihara sowie 2018 zu Briobecca Urayasu. Ende 2018 beendete er seine Karriere als Fußballspieler.